# Хрест Оливкової гори

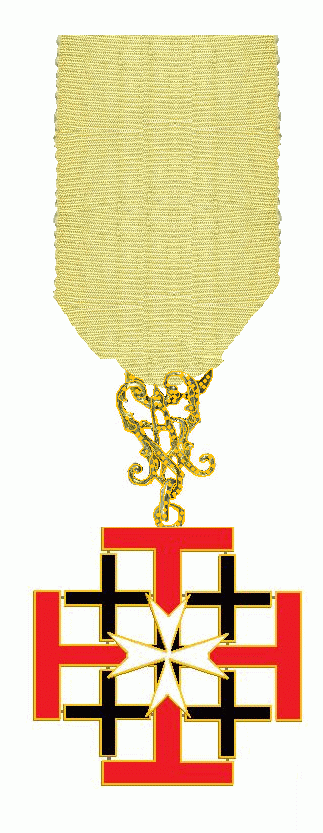
Хрест Оливкової гори.

Хрест Оливкової гори (нім. Ölberg-Kreuz) — цивільна нагорода Пруссії.

## Історія
Нагороду заснував принц Айтель Фрідріх Прусський 24 грудня 1909 року у пам'ять про заснування Фонду Імператриці Августи-Вікторії на Оливковій горі біля Єрусалиму. 
Хрест призначався для нагородження осіб, які зробили значний внесок у діяльність фонду - наприклад, здійснили велику фінінсову пожертву.

## Опис
Єрусалимський хрест з позолоченого срібла, вкритий червоною емаллю. Між променями великого хреста - 4 чорні рівносторонні хрести, в центрі - білий Мальтійський хрест.
Нагорода носилась на білій стрічці.

## Відомі нагороджені
- Айтель Фрідріх Прусський
- Густав Крупп - за пожертву 10 000 марок Єрусалимському госпісу.
- Берта Крупп - за пожертву 10 000 марок Єрусалимському госпісу.